# Miklós Ungvári
Miklós Ungvári (ur. 15 października 1980 w Ceglédzie) – węgierski judoka, srebrny medalista olimpijski, trzykrotny medalista mistrzostw świata, trzykrotny mistrz Europy.
Największym sukcesem zawodnika jest srebrny medal igrzysk olimpijskich w Londynie. Zawodnik ma na swoim koncie także brązowe medale mistrzostw świata w 2005, 2007 i 2009 roku oraz trzykrotne mistrzostwo Europy w kategorii wagowej do 66 kg. Podczas ostatnich zawodów w 2011 roku w Stambule zdobył złoty medal.